# Thorold
Thorold – miasto (ang. city) w Kanadzie, w prowincji Ontario, siedziba regionu Niagara. Znajduje się na południe od St. Catharines, na szczycie skarpy Niagara.
Pierwszymi osadami na terenie obecnego Thorold były Beaverdams, DeCew Falls i St. Johns, założone jako młynarnie lub kuźnie nad potokami. W 1813 r. odbyła się tu Bitwa pod Beaver Dams, część wojny brytyjsko-amerykańskiej. Po otworzeniu kanału Welland w 1829 r., wyrosły wzdłuż niego Thorold, Allanburg i Port Robinson. Thorold oficjalnie został wioską w 1850 r., a miejscowością w 1870 r. Prawa miejskie otrzymał w 1975 r.
Liczba mieszkańców Thorold wynosi 18 224. Język angielski jest językiem ojczystym dla 82,8%, francuski dla 2,0% mieszkańców (2006).
W mieście znajduje się jeden z trzech tuneli pod kanałem Welland, jak również dwa mosty podnoszone. W mieście znajdują się również cztery śluzy na kanale, w tym atrakcja turystyczna – trzy połączone śluzy, tzw. śluzy schodowe.